# Boccaccio Life Destelbergen
Le Boccaccio Life était un club belge situé à Destelbergen (près de Gand), créé en 1963
Considéré par les habitués comme le « temple » de la House Music et de la New beat, ce club fut l'un des premiers méga-dancings (discothèques de masse) d'Europe et le plus grand de l'époque pour cette région de l'Europe. Il fut fermé en octobre 1993 par les autorités belges à la suite des problèmes de drogues et de nuisances pour les riverains auxquels le club devait faire face.
La période dorée du Boccaccio Life s'est étendue de la fin des années 1980 où le club a vu naître en ses murs la New beat jusqu'à sa fermeture en 1993. Son succès est principalement dû au fait qu'il était le tout premier club en Europe à jouer de l'Acid house et de la New beat alors que les autres clubs jouaient des sélections musicales beaucoup plus conventionnelles.

## Historique

### Les débuts
Le Boccaccio a été créé en 1963 par Robert et Dirk De Maesschalck (père et fils) à Destelbergen près de Gand. À ses débuts, l'établissement n'était qu'une salle de fêtes très locale. Il faudra attendre l'arrivée d'un jukebox en 1964 pour devenir l'un des plus grands dancings de Belgique.
Le bâtiment se situant à côté d'un étang, celui-ci fut décoré comme un navire. Beaucoup d'éléments qui agrémentaient l'intérieur du club étaient issus du monde de la marine. Le Boccaccio s'est développé très rapidement sur le plan technique et a conquis une forte renommée dans la région de Gand. On pouvait y danser sur le disco, la soul, le funk des années 1970 et 80. Parmi les disc-jockeys qui y travaillaient, les deux DJ's les plus connus des années 1975 à 1985 étaient Dick Van Gelder et Phill Watts.

### 1986, le renouveau
Le succès continua jusqu'en 1985, date à laquelle une nouvelle discothèque fut bâtie non loin : le Carrera. Afin de relancer le club face à la concurrence, Dirk et Robert se déplacèrent jusqu'en Angleterre afin de découvrir ce qui se faisait de mieux là-bas. Ils revinrent avec deux nouveaux concepts dans leurs valises : un nouveau système de lumières et de son.
Le résultat de cette expédition fut visible dès 1986 : le Boccaccio était la plus grande discothèque de Belgique, possédant les toutes dernières techniques en matière de lumière et de son. Le nom de l'établissement changea légèrement pour lui donner une touche un peu plus chic : « Boccacio Life International ».
Personne ne se doutait à l'époque de l'impact de ce renouveau, le club a grandi en un rien de temps et est devenu « the place to be ». Il était devenu une des deux ou trois plus grandes discothèques d'Europe de l'époque et son nom était connu bien au-delà des frontières belges. Le Boccaccio Life a vu émerger en ses murs un nouveau genre de musique appelé "New Beat" dont la vague déferlera sur toute l'Europe quelque temps plus tard. Il a également été un véritable vivier pour la House Music en Europe. Les DJ's de 1986 à 1993 étaient Olivier Pieters, Eric B, Mike Thompson, Mario, Laurent Warin et Phi Phi. Le club était surnommé par les habitués « le temple de la New Beat et de la House ». 
Des soirées y étaient organisées le samedi soir, mais le club était surtout réputé pour ses nuits du dimanche soir : les Sunday parties qui débutaient à 22h pour se terminer très tard le lundi matin, poussant parfois jusqu'au mardi sans interruption. Des milliers de personnes venues des quatre coins de l'Europe se déplaçaient pour vivre ces soirées. Il fallait parfois faire jusqu'à deux heures de file pour accéder à la piste de danse. Les soirées du Boccaccio Life étaient alors (de 1987 à 1993) le point d'orgue du marathon ininterrompu des discothèques belges allant du vendredi au mardi : le "Cheops" à Izegem le vendredi ; "At the Villa" à Kooigem, "La Rocca" à Lier (Anvers), le "Balmoral" à Gentbrugge (qui ouvrait à 5h pour les afters), le "55 (Fifty Five)" à Kuurne ou la "Gaîté" à Bruxelles le samedi ; et enfin le "Vaudeville" à Bruxelles ou spécifiquement le "Boccaccio Life" à Destelbergen le dimanche.
Entre 1986 et sa fermeture forcée en 1993, le Boccaccio est passé par plusieurs périodes musicales et plusieurs directions artistiques : New Beat, House, Rave, Trance, ... mais l'équipe de DJs restait assez stable au travers des années.
Durant les années 1991 à 1993, le slogan utilisé pour sa communication était NO music for MONEY but only for PLEASURE (PAS de musique pour l'ARGENT, mais uniquement pour le PLAISIR).

### 1993, la fermeture
Le Boccaccio fut le premier méga-dancing d’Europe continentalemais fut aussi l'un des premiers à devoir faire face à l'arrivée des drogues synthétiques en Europe, avec tous les problèmes que cela peut comporter pour une discothèque de cette ampleur. Sans compter les problèmes liés aux plaintes des riverains à la suite des nuisances générées (bruits, voitures envahissant tout Destelbergen car les parkings du clubs ne pouvaient accueillir tout ce monde, ...).
Un matin d'octobre 1993, sur ordre des autorités belges, la police a envahi le club à 5 heures afin de faire sortir de force les clubbers et exiger la fermeture définitive et irrévocable des portes. Cette évacuation s'effectua non sans mal, les clubbers ne voulaient pas quitter les lieux et scandaient à tue-tête « Boccaccio » afin de soutenir leur club. Il y eut quelques arrestations administratives ainsi que pour détention de drogue.
En 1995, le nom « Boccaccio Life » fut vendu pour 250 000 BEF (un peu plus de 6 000 €) à un propriétaire de discothèques situées à Ostende et Halen. À la fin de 2010, l'établissement de Halen utilisait toujours le nom et le logo original à peine modifié. Entre-temps, l'orientation artistique de ces deux discothèques n'a jamais cherché à rejoindre celle du Boccaccio d'origine, mais bien à rendre durable la bonne exploitation de ces deux lieux.

### 2001, la résurrection
À l'étonnement général, après des années de batailles juridiques, le bâtiment qui abritait la discothèque à Destelbergen a eu le droit de rouvrir ses portes en 2001. Le nom Boccaccio ayant été vendu, un nouveau nom fut choisi « The Temple » en référence au surnom passé du club (« le temple de la house et de la new beat »). 
Le club a d'abord rouvert pour quelque soirées le dimanche, puis rapidement tous les samedis. Malgré le fait que les propriétaires soient toujours les mêmes, le monde de la nuit a énormément changé depuis la fermeture du Boccaccio Life et le club n'a jamais pu retrouver son ambiance des années 1986 à 1993.
Novembre 2003, le collectif « Rebuilding Mondays » y organise le 40e anniversaire d'un des deejays originels du Boccaccio : Phi Phi (Philippe Toutlemonde).
Le 29 novembre 2008, le Boccaccio Life des années 1990 était de retour dans ses murs pour une soirée rétro : "The Sound of B" avec deux DJs de l'époque : Olivier Pieters et Phil Watts. Le succès de cette première soirée a engendré une seconde édition la nuit du 30 avril 2009 avec Phil Watts, Olivier Pieters, Eric B, DJ JO et le groupe Taste of Sugar, puis une troisième édition le dimanche 23 mai 2010 avec Phil Watts, Eric B, DJ JO, et Mario.
Le 27 octobre 2010, the Temple a fermé ses portes au cours d'une dernière soirée nommée « Thanks ! ». Il fut ensuite rebaptisé "Riva", et changea encore de nom au début de l'année 2013. Mais les soirées "Sound of B" continuent de s'y dérouler une fois par an.
Une page d'histoire culturelle est définitivement tournée. Il faudra attendre de nouvelles évolutions musicales pour, peut-être, retrouver ce qu'était le "Bocca".

### 2013, le film documentaire
Tourné entre 2005 et 2009, et lancé publiquement au printemps-été 2013, le documentaire "The Sound of Belgium" du réalisateur Jozef Devillé retrace les origines et les développements des nuits belges de 1920 à 1995. L'un des deux chapitres principaux du film est consacré à l'émergence et à l'influence internationale du Boccaccio Life de Destelbergen, témoignages récents et vidéos d'époque à l'appui.

## Les DJs résidents
- Phil Watts - (1987 - 1989)
- Eric B[11]. - Résident du dimanche soir
- Olivier Pieters - Résident du dimanche soir (1989 - 1993)
- Mario - Résident du samedi soir
- Mike (en 2013: dj-résident du club "La Démence" et du "Steel-Gate", à Bruxelles[12])
- Jessie Deep - Résident samedi soir (1992-1993)
- Phi Phi
- Frank De Wulf
- Mike Orlando (resident du lundi de 91 à 92)

### Autres DJs réguliers ou invités
- Laurent Warin
- Dick Van Gelder
- Henk
- Philippe Traïkos
- Deg[13]
- Sacha

## Lumières
De 1987 à 1993 le régisseur responsable des jeux de lumières était Thierry Delvaux.

## Commentaires et références
1. ↑  nombre d'articles et d'interviews y font référence dans le mensuel Out Soon, magazine consacré à la scène techno house et trance en Belgique de 1993 à 2007. En particulier, une série d'articles « History of Belgian Clubbing » consacre plusieurs paragraphes à l'importance du Boccaccio de Destelbergen. Myspace de l'ancien Out Soon, renommé Nightcode en 2007 http://www.myspace.com/outsoon
2. ↑  article de Nicolas Roiret et Philippe Vandel, « Londres: plus fort que le punk, l’Acid House » dans le mensuel Actuel, déc. 1988, no 114, p.82-91
3. ↑  Cette singularité était la raison pour laquelle deux journalistes de Paris avaient consacré en 1988 plusieurs pages au Boccaccio et à quelques autres clubs belges comme le Skyline pour l'article du mensuel Actuel, précité dans ces références.
4. ↑  Un court résumé de son historique est toujours disponible sur le site officiel du club The Temple, ici disponible dans les liens. Mais une version plus complète et agrémentée d'anecdotes (dont celle du jukebox, de l'étang, et du voyage au Royaume-Uni) était disponible jusqu'au renouvellement de l'habillage du site à la fin de 2009.
5. ↑  Cf. article du NME (New Musical Express), 1988, « The Return Of The Fat Belgian Bastards ».
6. ↑  http://www.noctis.com/pages/magazine/words-04-en.html - Article Nicolas Deckmyn, Bruxelles, Avril 2004. Sujet aussi relaté dans l'article du mensuel Actuel en 1988.
7. ↑  Mega-Dancing est un terme utilisé dans les médias et dans la promotion, il est inspiré des noms en vogue au début des années 1990 pour désigner l'émergence des discothèques de masse (plus de 2 000 personnes) particularisées par les musiques électroniques en pleine expansion. Ces discothèques d'un nouveau genre sont d'abord apparues au sud du Royaume-Uni, sur l'île d'Ibiza, et en Belgique au croisement de trois grands pays. Mega fut un préfixe préféré à d'autres, il est resté avec le temps.
8. ↑  Drogues en vogue en 1993 : en particulier Ecstasy (MDMA), MDA, et autres amphétamines ou psychotropes de type LSD.
9. ↑  De nombreuses vidéos relatives à la fermeture du Boccaccio sont disponibles sur les sites de diffusion les plus populaires (en 2013 sur Youtube et Dailymotion)
10. ↑  Site officiel du film: http://www.tsob.be
11. ↑  alias d'Eric Beysens, DJ et compositeur/producteur http://www.discogs.com/artist/Eric+Beysens
12. ↑  Depuis 1986 Mike est un DJ ayant participé à l'émergence du phénomène musical New-Beat et House en Belgique. Il existe peu de biographie de lui sur internet, mais ceci quand même: http://www.decadance.cz/decadance/?menu=dj29&jazyk=en&gal= Son nom d'artiste ne s'est jamais étoffé d'un "nom de famille", ce qui porte volontiers à confusion (vu le nombre de Mike dans la vie nocturne européenne).
13. ↑  actuellement DJ résident du club « Fuse » de Bruxelles http://www.discogs.com/artist/Deg